# Віброхвильовий вплив на породи продуктивного нафтового пласта
Віброхвильовий вплив на породи продуктивного нафтового пласта — застосовується для підвищення нафтовидобутку свердловин.
Віброхвильовий вплив на породи продуктивного нафтового пласта створюється при роботі штангового насоса, що впирається в зумпф (відстійник, внутрішній простір свердловини, розташований нижче інтервалу перфорації) через спеціальний хвостовик і колону труб. В результаті впливів в масиві формуються хвилі пружних деформацій, які поширюються на великі відстані від свердловини і забезпечують отримання значних ефектів, як у самій збуджуваній свердловині, так і в свердловинах, розташованих в радіусі 2-2,5 км від неї.
Інфра-низькочастотні пружні коливання формують в пласті зону розміцнення, що покращує його фільтраційні характеристики.
Строго необхідною умовою реалізації технології є визначення і дотримання технологічних і технічних параметрів, що забезпечують можливість параметричного резонансу на одній з частот, кратній частоті роботи штангового насоса в системі насос — опорна колона — порода зумпфа.
Технологія ефективно реалізується при виконанні наступних умов: виробка запасів родовища не повинна бути більше 50 −70%, обводненість — 60-80%, наявність в центрі ділянки з радіусом 2 — 2,5 км хоча б однієї свердловини, обладнаної штанговим насосом для відбору нафти, для використання її як збуджувача. Обмежень за літологічним складом колектора, властивостями нафти, пластовому тиску і температурі не існує. На 8 родовищах нафти, включаючи Самотлорське, в радіусі впливу позитивний ефект фіксувався в 75% видобувних свердловин, в інших 25% дебіт знижувався або не змінювався. Збільшення загального видобутку досягало 20-30%.